# Køkkenmødding
 Denne artikel bør gennemlæses af en person med fagkendskab for at sikre den faglige korrekthed.

En køkkenmødding er en affaldsdynge (skaldynge) af skaller fra især østers og  blåmuslinger, hjertemuslinger og strandsnegle. Det er især måltidsrester fra  ertebøllekulturen i slutningen af jægerstenalderen, men også fra bondestenalder, jernalder og vikingetid. Skallerne består af kalk og giver fine bevaringsforhold for knogler, ja endog helt små fiskeben. Østers blev spist fra marts til april, og køkkenmøddingerne var tydeligt lagdelte og viser, hvor længe bopladsen var i brug.
Mesolitiske køkkenmøddinger indeholder generelt flere redskaber og fund end neolitiske, der ofte næsten udelukkende består af skaller, kogesten og askelag foruden lidt dyreknogler og enkelte redskaber og keramik.[kilde mangler]

## Historik
Nationalmuseet fik i 1837 tilsendt flintredskaber fundet i en dynge gamle østersskaller ved Limfjorden. Det startede en debat om, hvorvidt skaldyngerne var naturligt aflejrede østersbanker, der var kommet oven vande ved landhævning, eller om de var levn fra forhistoriske menneskers aktiviteter. I 1848 nedsattes den 1. køkkenmøddingkommission for at undersøge spørgsmålet. Den bestod af geologen G. Forchhammer, zoologen Japetus Steenstrup og arkæologen J.J.A. Worsaae. Der blev foretaget en udgravning ved Meilgaard på Djursland i 1851. Kommission kunne konkludere, at skaldyngerne var fortidsmenneskers affald – eller ”Kjøkkenmøddinger”, som de blev kaldt.
Den 2. køkkenmøddingkommission 1893-1895 skulle på initiativ af Nationalmuseet stå for en grundigere, tværvidenskabelig undersøgelse af fænomenet. Den bestod af arkæologerne A.P. Madsen, Carl Neergaard og Sophus Müller, zoologerne C.G. Johannes Petersen og Herluf Winge, geologen K.J.V. Steenstrup og botanikeren Emil Rostrup. Skaldyngen ved Ertebølle ved Limfjorden blev grundigt undersøgt. Kommissionen lod udgrave 314 kvadratmeter. Der blev fundet mængder af flintredskaber og potteskår, i alt 8.608 arkæologiske genstande. Derudover 20.300 dyreknogler, som Herluf Winge artsbestemte og 563 fragmenter af trækul, som Emil Rostrup bestemte botanisk. De omfangsrige resultater blev udgivet i værket "Affaldsdynger fra Stenalderen i Danmark."

## Låneord i andre sprog
På andre sprog end dansk bruges udtrykket køkkenmødding i arkæologisk faglitteratur af og til som direkte lån – "kokkenmodding" – eller som oversættelseslån – fx engelsk "kitchen midden". Oftere bruges dog fagudtrykket sambaqui om forhistoriske skaldynger.